# Portell (Sant Ramon)
Portell és una entitat de població adscrita al municipi de Sant Ramon, a la Segarra. El gener del 2020, Portell tenia 85 habitants. S'hi conserven les restes de la torre i murs del castell de Portell, documentat el 1042. La Festa Major de Portell se celebra el dia 31 d'agost en honor de Sant Ramon amb l'acte religiós i a la tarda una sessió de ball. En l'apartat de les festes destaca la Festa dels Apòstols que se celebra el primer dia de maig on la gent surt en professó fins al santuari de Sant Ramon, després de la missa solemne es fan els Tres Tombs i es canten els goigs en honor del sant.

## Història
Dels orígens de Portell, la primera referència que s'ha trobat és de l'any 1028 en la qual el senyor Benefilio Sancil és el primer senyor del castell i del poble. El poble de Portell destaca pel naixement de sant Ramon Nonat el 2 de febrer del 1200, i l'any 1651 s'inicia la construcció de la capella dedicada a sant Ramon Nonat en el lloc on va néixer. Dins del terme municipal hi havia l'ermita de Sant Nicolau que segons la tradició fou el lloc d'oració de sant Ramon i que posteriorment fou l'actual monestir. Els primers escrits de l'església de Portell són de l'any 1718. Se'n va duplicar la capacitat i està dedicada a sant Jaume.

## Estructura closa de Portell
L'estructura de la vila closa de Portell es pot observar en dos carrers situats al mig de nucli antic, un dels quals encara conserva un portal d'entrada.
El carrer les Voltes comunica la part superior del nucli amb la part baixa o entrada. Per la part superior s'inicia amb un carreró estret amb pendent i totalment cobert pels habitatges edificats al seu damunt, que condueix cap a una zona del mateix carrer més ampla i coberta en part pels habitatges, amb la presència de nombrosos arcs de mig punt realitzats amb carreus irregulars i paredat que sustenten les estructures superiors. Aquest carrer connecta amb el carrer Major, que presenta la mateixa estructura constructiva, però que conserva a la part inferior del nucli el portal d'accés al nucli, realitzat amb arc de mig punt adovellat.